# ملعب رايموند-كوبا
ملعب رايموند-كويا (بالفرنسية: Raymond-Kopa) (يسمى استاد جان بوين منذ عام 1968 إلى عام 2017)، هو أهم ملعب في مدينة أنجيه، حيث يستضيف المباريات التي يخوضها نادي أنجيه لكرة القدم والذي ينشط في دوري الدرجة الأولى الفرنسي. قدرته الحالية تصل إلى 16 500 مقعد. وهو يحمل اسم ريموند كوبا لاعب كرة القدم الفرنسي الذي بدأ حياته المهنية في انجيه.

## التاريخ
افتتح الملعب عام 1912 تحت اسم ملعب بيسونوا نسبة إلى المهندس الذي أشرف عليه والذي يحمل اسم جوليان بيسونوا. تم تجديد الملعب عام 1925، فيما أصبح بعد ذلك تحت اسم ملعب البلدية (بالفرنسية: Stade Municipal) وذلك بحلول عام 1957، ثم تم تجديده مرة أخرى خاصة المسار الذي يحيط به وذلك من أجل احتضان ألعاب القوى ليصبح بعد ذلك ذو قدرة استيعاب تصل إلى 21 000 مقعد. 
في عام 1993، تم تجديد الملعب بالكامل من أجل التحاق نادي أنجيه بدوري الدرجة الأولى الفرنسي واستقطاب مبارياته هناك، حيث كان من المتوقع أن يشبه في تصميمه ملعب فيلودروم في مرسيليا ولكن بسبب القيود الأمنية تم التراجع عن هذا القرار؛ ليصبح في نهاية 1990 ذو قدرة جماهيرية تصل إلى 17.000 مقعد فقط.
في 2014، تم تثبيت اثنين من الشاشات العملاقة ذات الوحدات التي تصل إلى 38,2 m2 في ركن المدرجات، ثم في عام 2015 أقر النادي أنه سيتم تثبيت تقنية خط المرمى، كما صرح مسؤوليه أيضا أنه سيتم العمل على توسيعه وتجهيزه بشكل أفضل بمناسبة عودة أتجيه للدوري الفرنسي 1.
في 6 مارس/آذار عام 2017، صرحت عمدة مدينة أنجيه كريستوف بيشي عن رغبتها في إعادة تسمية الملعب باسم ريموند كوبا
الذي كان توفي قبل بضعة أيام، ثم في 27 مارس من نفس السنة تم التصويت بالإجماع على الاسم الجديد للملعب.

## استخدام

### مباريات السيدات الدولية
| تاريخ          | المنافسة                                 | الفريق الأول | الفريق الثاني | النتيجة | الحضور الجماهيري |
| -------------- | ---------------------------------------- | ------------ | ------------- | ------- | ---------------- |
| 1 يونيو 1996   | بطولة أمم أوروبا لكرة القدم للسيدات 1997 | فرنسا        | آيسلندا       | 3 - 0   | 3000             |
| 24 سبتمبر 2005 | إقصائيات كأس العالم 2007                 | فرنسا        | هولندا        | 0 - 1   | 5635             |
| 19 نوفمبر 2010 | مباراة ودية                              | فرنسا        | بولندا        | 5 - 0   | 4371             |
| 6 يوليو 2013   | مباراة ودية                              | فرنسا        | أستراليا      | 0 - 2   | 9187             |
| 5 أبريل 2014   | إقصائيات كأس العالم 2015                 | فرنسا        | كازاخستان     | 7 - 0   | 7231             |

### مباريات منتخب الأمل الدولية
| تاريخ          | المنافسة                                | الفريق الأول | الفريق الثاني | النتيجة | الحضور الجماهيري |
| -------------- | --------------------------------------- | ------------ | ------------- | ------- | ---------------- |
| 30 مارس 1991   | إقصائيات يورو 1992 (منتخب الأمل)        | فرنسا        | ألبانيا       | 3 - 0   | ?                |
| 14 نوفمبر 2011 | بطولة أوروبا تحت 21 سنة لكرة القدم 2013 | فرنسا        | سلوفاكيا      | 2 - 0   | ?                |
| 24 مارس 2016   | بطولة أوروبا تحت 21 سنة لكرة القدم 2017 | فرنسا        | اسكتلندا      | 2 - 0   | ?                |

## وصلات خارجية
- استاد رايموند-كوبا من السماء
- الموقع الرسمي للمنظمة
- معلومات إضافية على ملعب رايموند-كوبا